# Casualisation
La casualisation, hasardisation ou randomisation (anglicisme), désigne le fait de générer des valeurs aléatoires pour traiter des données. Le but est de s'affranchir de biais systématiques liés au choix par un humain.
Par exemple, lorsque l'on veut évaluer l'efficacité d'un traitement médical par rapport à la guérison naturelle et à l'effet placebo, il faut comparer deux populations de personnes, l'une ayant reçu le vrai traitement, l'autre ayant reçu un placebo. Cependant, il faut que ni les patients, ni le personnel soignant ne sachent qui a reçu quoi ; la constitution des listes est donc « randomisée », c'est-à-dire que les participants à l'étude recevant le vrai traitement sont tirés au choix (voir Essai randomisé contrôlé et Étude randomisée en double aveugle).
La casualisation est également utilisée pour simuler le comportement d'un système à des entrées aléatoires : si un système est sollicité par un processus stochastique, alors on va simuler ces sollicitations par des valeurs aléatoires (voir Algorithme probabiliste).
Le terme randomisation est également utilisé, en géostatistique, dans le sens d'immersion probabiliste : il s'agit de déterminer une loi de probabilité à partir de valeurs relevées sur le terrain (dites « variables régionalisées »), c'est-à-dire à partir de valeurs « exactes » (déterministes) et considérer que ce sont des valeurs aléatoires.